# 2017 en Suisse
Chronologie de la Suisse
- 2013
- 2014
- 2015
- 2016
- 2017
- 2018
- 2019
- 2020
- 2021

2015 par pays en Europe - 2016 par pays en Europe - 2017 par pays en Europe - 2018 par pays en Europe - 2019 par pays en Europe
2015 en Europe - 2016 en Europe - 2017 en Europe - 2018 en Europe - 2019 en Europe

## Gouvernement au1erjanvier 2017
- Conseil fédéral:[1]
  - Doris Leuthard, (PDC/AG), présidente de la Confédération
  - Alain Berset, (PS/FR), vice-président de la Confédération
  - Guy Parmelin, (UDC/VD)
  - Ueli Maurer, (UDC/ZH)
  - Didier Burkhalter, (PLR/NE)
  - Simonetta Sommaruga, (PS/BE)
  - Johann Schneider-Ammann, (PLR/BE)

## Faits marquants

### Janvier
- 15 janvier: Alec von Graffenried (Les Verts) est élu maire de la ville de Berne avec 58 % des voix, contre 42 % à la candidate socialiste Ursula Wyss. Les socialistes perdent la mairie après l'avoir détenue pendant vingt-quatre ans sans interruption.
- 17 au 20 janvier : 47e Forum économique mondial à Davos.
- 29 janvier : Roger Federer gagne l'Open d'Australie face à Rafael Nadal et remporte ainsi son 18e tournoi du Grand Chelem de tennis.

### Février
- 12 février : votation sur trois référendums. Les référendums sur la naturalisation facilitée et la création d’un fonds pour les routes sont approuvés à 60,4 % et 62 % respectivement ; celui portant sur une réforme de l’imposition des entreprises est rejeté à 59 %.
- 12 février: Les citoyens du canton d'Argovie refusent à 69 % une initiative populaire demandant qu'une seule langue étrangère soit enseignée à l'école primaire, contre deux actuellement.
- 12 février: Les citoyens du canton des Grisons refusent à 60 % que le canton se porte candidat pour l'organisation des Jeux olympiques d'hiver de 2026.
- 12 février: Les citoyens du canton de Neuchâtel décident par référendum que le canton doit conserver deux hôpitaux complets à Neuchâtel et à La Chaux-de-Fonds, plutôt que d'effectuer un regroupement sur le site de Neuchâtel tel que le souhaitait le gouvernement cantonal.
- 12 février: Les citoyens du canton de Vaud ont approuvé par référendum à 55 % une nouvelle loi sur la préservation et la promotion du parc locatif.

### Mars
- 5 mars: Élections cantonales en Valais. Le Grand Conseil compte désormais 55 démocrates-chrétiens (-6), 26 libéraux-radicaux (-2), 23 démocrates du centre (+2), 14 socialistes (-), huit verts (+6), trois chrétiens-sociaux (-), un membre d'Entremont autrement. L'élection du Conseil d'État débouche sur un ballottage général.
- 9 au 19 mars : Salon international de l'automobile de Genève.
- 19 mars: Second tour des élections cantonales en Valais. Sont élus au Conseil d'État Roberto Schmidt (PDC, nouveau), Jacques Melly (PDC, sortant), Christophe Darbellay (PDC, nouveau), Esther Waeber-Kalbermatten (PSS, sortante) et Frédéric Favre (PLR, nouveau). Le PLR récupère le siège perdu en 2013 tandis que l'UDC sortant Oskar Freysinger n'est pas réélu.
- 19 mars: Second tour de l'élection complémentaire au gouvernement du canton d'Appenzell Rhodes-Extérieures. Le libéral-radical Dölf Biasotto remplace sa collègue de parti Marianne Koller. Le gouvernement cantonal reste composé de deux membres du Parti libéral-radical, un membre de l'Union démocratique du centre, un membre du Parti socialiste suisse et un sans parti.

### Avril
- 2 avril : Élections cantonales à Neuchâtel. Le Grand Conseil compte désormais 43 libéraux-radicaux (+8), 32 socialistes (-1), 17 verts (+5), neuf démocrates du centre (-11), six élus du Parti ouvrier et populaire (-2), quatre verts'libéraux (-1), deux démocrates-chrétiens (+1) et deux élus de solidaritéS (+1). L'élection du Conseil d'État débouche sur un ballottage général.
- 3 avril: Élections cantonales à Neuchâtel. Le nombre de candidats au Conseil d'État étant égal à celui des sièges à repourvoir, l'élection est tacite. Sont élus Laurent Favre (PLR, sortant), Jean-Nathanaël Karakash (PSS, sortant), Laurent Kurth (PSS, sortant), Monika Maire-Hefti (PSS, sortante) et Alain Ribaux (PLR, sortant).
- 30 avril : Élections cantonales vaudoises.

### Mai
- 21 mai : référendum portant sur une loi sur l’énergie, celle-ci est approuvée à 58 %.

### Juin
- 18 juin: Lors de votations communales, Moutier (BE) accepte d'un courte majorité l'adhésion au canton du Jura qui sera effective au plus tôt le 1er janvier 2021.

### Septembre
- 24 septembre : votation sur trois objets.

### Novembre
- 29 novembre : L'Affaire Buttet débute à la suite de révélations du quotidien romand Le Temps

### Décembre
- 21 décembre : sortie du film Frontaliers disaster d’Alberto Meroni

### Date à préciser
- Inauguration de l'A16 Transjurane.

## Médias
- 16 février : le peuple est consulté car le gouvernement envisage de donner aux radios régionales davantage d'autonomie à partir de 2020[2].
- 25 août : la part des programmes de radio écoutés en mode numérique s'élève à 57 %, grâce notamment au DAB+[3].
- 14 novembre : les autorités suisses confirment que les radios FM cesseront d'émettre à la fin de l'année 2024 pour s'approprier le DAB+[4].